# 橘色刺尾魚
橘色刺尾魚，為輻鰭魚綱鱸形目刺尾魚亞目刺尾魚科的其中一個種，於1956年由美國魚類學家 John Ernest Randall首次正式描述，其模式產地為菲律賓呂宋島東海岸拉戈諾伊灣的阿塔盧延島。

## 分布
本魚分布於印度西太平洋區，包括莫三比克、塞席爾群島、馬爾地夫、菲律賓、越南、印尼、馬來西亞、澳洲、斐濟、所羅門群島、美屬薩摩亞海域。

## 深度
水深1至20公尺。

## 特徵
本魚體呈橢圓形而側扁。口小，端位，上下頜各具一列扁平齒，齒固定不可動，齒緣具缺刻。瞳孔的前後有橘色斑點，體為深褐色；來自胸鰭基底橘色；尾棘基部為鮮橘色，尾鰭基底有一條白色的條紋。背鰭硬棘9枚；背鰭軟條25至26枚；臀鰭硬棘3枚；臀鰭軟條23至24枚，體長可達45公分。

## 生態
本魚棲息於淺水礁區, 在潟湖與外圍礁石區域中，時常移動成群。稚魚在潟湖深度0到2公尺的軟珊瑚中活動，屬草食性，以藻類為食。

## 經濟利用
可作為食用魚及觀賞魚。